# Transparente de la catedral de Toledo

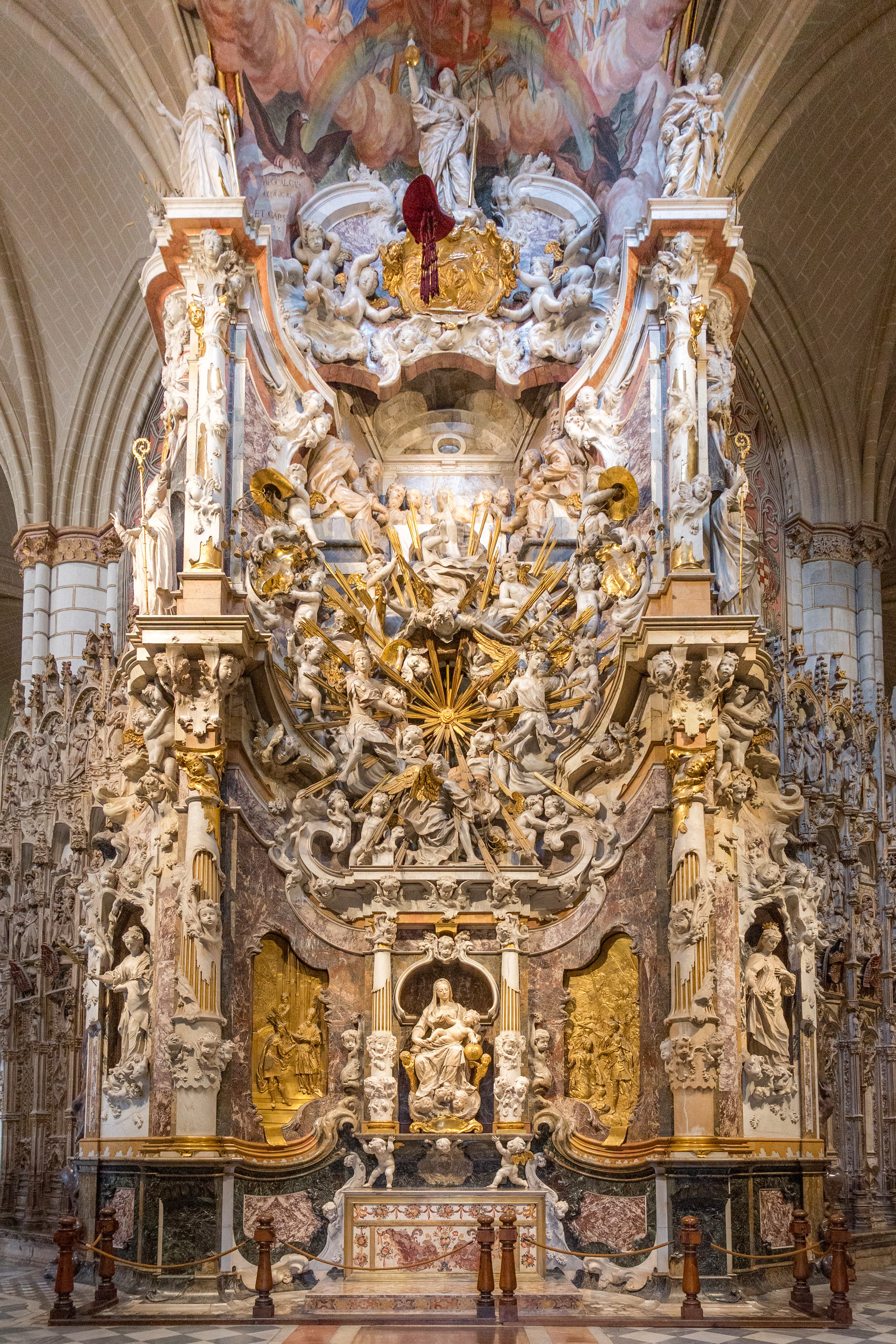
El Transparente de Tomé.

El Transparente de la catedral de Toledo es una obra del arte barroco construida entre 1721 y 1732 por el arquitecto Narciso Tomé, ayudado por sus hijos. Tomé fue nombrado en 1721 arquitecto suplente de la catedral. Se encuentra en el muro absidial de la catedral, en el trasaltar mayor. La obra es de estilo churrigueresco, siguiendo el modo iniciado por José de Churriguera (1665 - 1725).

## Encargo
Tomé y sus hijos lo realizaron en tiempos del arzobispo Diego de Astorga y Céspedes (1720 a 1734), cuya tumba se halla a los pies de su altar. En el ángulo inferior derecho puede observarse una inscripción grabada en latín donde se da a conocer al autor. Traducido al castellano es como sigue:

«Narciso Tomé, Arquitecto Mayor de esta Santa Catedral Primada, delineó, esculpió y a la vez pintó por sí mismo toda esta obra compuesta y fabricada de mármoles, jaspe y bronce»

Desde su construcción fue una obra polémica por su exuberancia. En la actualidad está considerada la obra maestra de Narciso Tomé, y estimada más como composición arquitectónica que escultórica.
El Transparente está hecho de mármoles traídos de Génova, jaspe y bronces. La idea de su realización rompiendo el muro absidal surgió con el fin de dar luz al sagrario que se encuentra justo a su espalda. Se abrió un óculo a través del muro. A su vez este óculo recibe la luz de los tragaluces hechos en la parte superior del ábside, de manera que el Transparente queda iluminado al mismo tiempo que reparte la luz a través del óculo hacia el sagrario. Dicho óculo puede recordar al que talló Bernini sobre el altar de la Cátedra de San Pedro en Roma.

## Composición

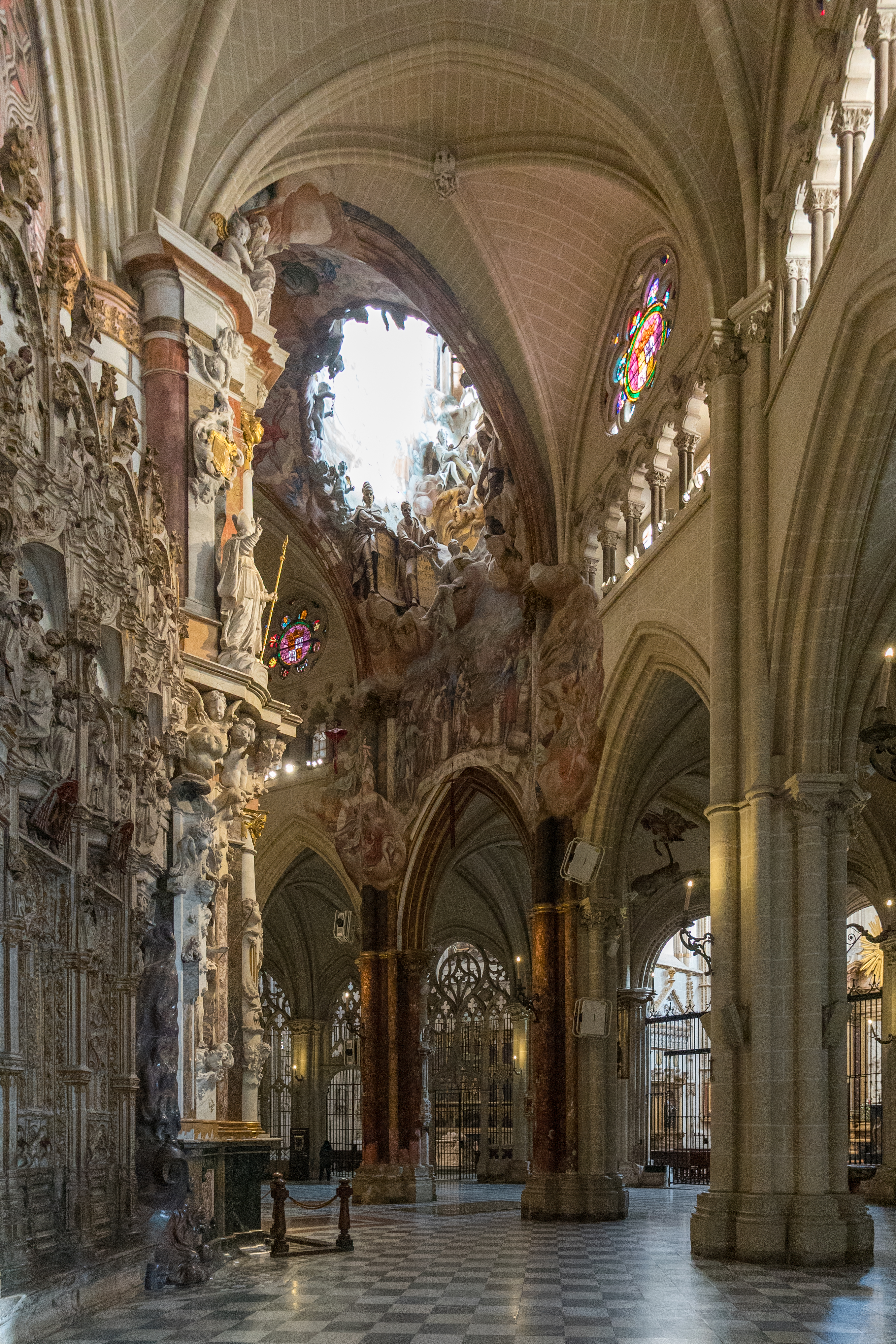
Vista lateral y ventana.

La estructura está concebida a manera de retablo con dos cuerpos en altura unidos o separados por el óculo que es el símbolo del Sol con sus rayos acompañados de un séquito de angelitos dispuestos en múltiples posturas. A su alrededor se encuentran los cuatro arcángeles, y además pasajes de Gedeón y profetas que llevan en sus manos las filacterias con el texto de sus adivinaciones.
El eje de todo el grupo está compuesto de abajo arriba en primer lugar por la mesa de altar sobre la que se realza la estatua de la Virgen de la Buena Leche, trabajada en mármol blanco de Carrara y enmarcada por columnas decoradas ampliamente con ornamentación exuberante. A continuación el óculo transparente que consiste en una vidriera adornada por un sol de bronce.

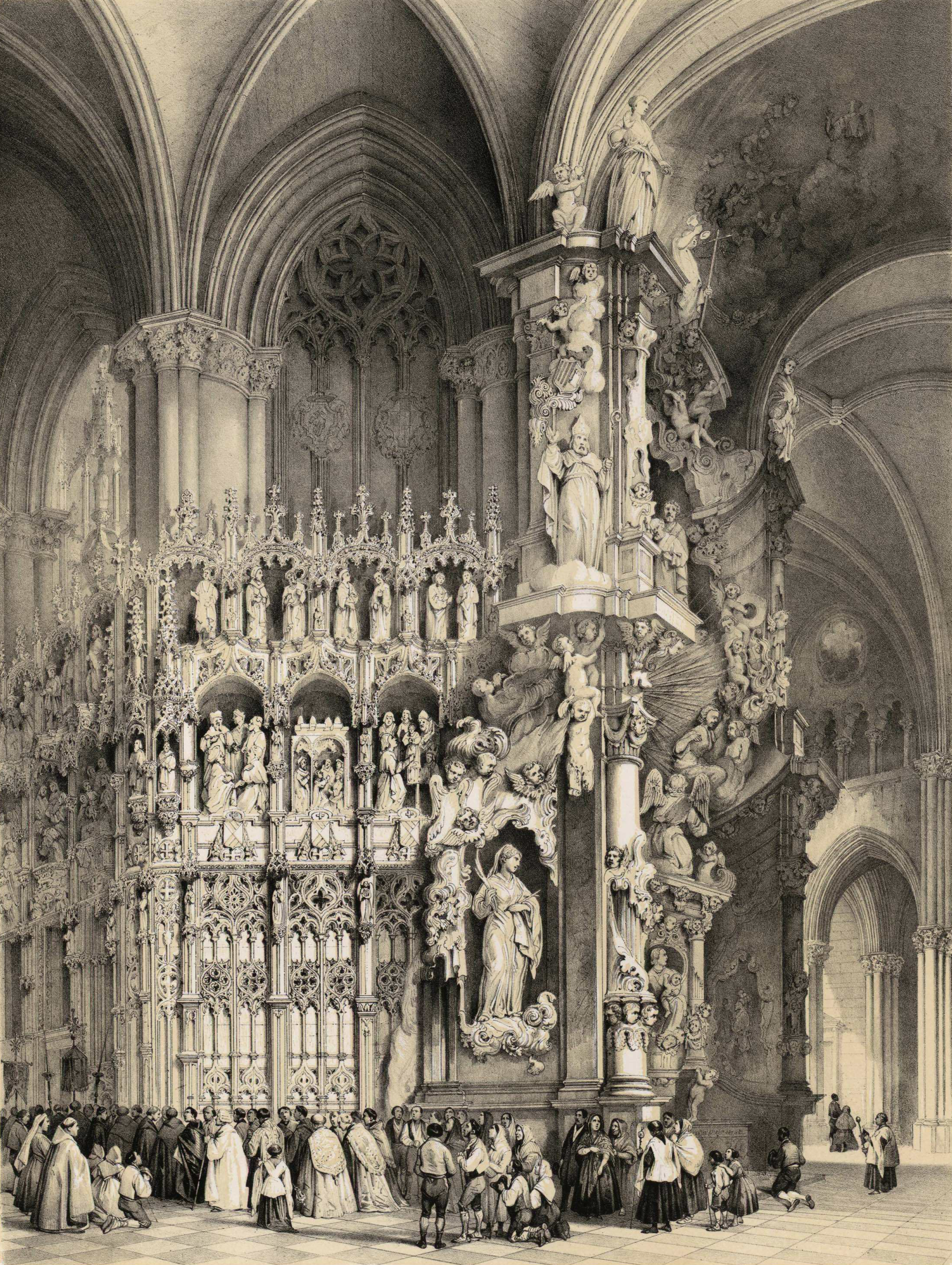
Litografía de 1842

Se ven bellos relieves en bronce: a la izquierda Abigaíl ofrece al rey David pan y vino para aplacarle en su enfado con Nabal; a la derecha Ajimelec entrega a David la espada de Goliat más el pan consagrado. El cuerpo superior está ocupado por la Última Cena, de tamaño ligeramente mayor que el natural, cuyo tema tiene un significado eucarístico. Más arriba pueden verse las esculturas de la Fe, la Esperanza y la Caridad.
En los laterales del grupo están las imágenes de san Eugenio y santa Leocadia a la izquierda; san Ildefonso y santa Casilda a la derecha. La obra entera presenta movimientos de líneas como corresponde a lo más espectacular del barroco español. Como culminación está la gran oquedad de la bóveda por donde entra la luz. Es una bóveda decorada con pinturas al fresco de temas bíblicos. Tiene también gran ornamentación de figuritas esculpidas en mármol y alabastro.

## Apreciaciones
El escritor cubano Alejo Carpentier, que sentía una declarada predilección por la Catedral de Toledo, señala el Transparente como el auténtico milagro de La Primada, donde la apoteosis del barroco europeo la sitúa al mismo nivel de otros templos de primer orden, como la Basílica de San Pedro en Roma o la Catedral de San Basilio en Moscú. Su conceptualización de «lo real maravilloso» atribuido a la exuberante realidad de Hispanoamérica, encuentra la culminación del arte barroco en la mezcla de elementos antitéticos de este grupo escultórico, que dejarían huella en algunas de sus obras más importantes (El Siglo de las luces, Concierto barroco).